# 胡桃日记
《胡桃日记》是一款由巨人网络开发的美少女陪伴养成手游，主角为虚拟偶像七濑胡桃。 游戏最初于2021年4月16日在中国大陆由腾讯游戏发行，繁体中文版于同年10月14日由艾瑞尔网路在台湾地区推出。 然而，繁中服于2022年5月25日停运，简中服也于2023年2月15日停止运营。
2024年8月22日，游戏以重制版《胡桃日记-相伴初心》的形式重新上线，由那朵花公司发行。

## 角色来源与形象设定
七濑胡桃最早为日本JOYNET株式会社所属插画师Pomu（ぽむ）创作的LINE表情包角色「くるみちゃん。」中的主角，形象设定为16岁的日本女高中生，披肩短发，身穿黑色长袖连帽卫衣，性格活泼可爱。自2017年起，该角色系列表情包上线后广受欢迎，累计发售数十款，并逐步发展出稳定的粉丝群体。
2018年7月13日，巨人网络从JOYNET取得该形象在中国大陆的独家代理权，并于同年10月宣布将七濑胡桃打造为虚拟偶像IP，成为公司首位虚拟UP主。她于2019年6月21日正式出道，随后开始筹备以其为主角的养成类手游《胡桃日记》。

## 开发与发行历史
2018年，巨人网络从日本JOYNET株式会社获得七濑胡桃系列作品在中国大陆的代理权，并着手筹划虚拟偶像项目及相关游戏产品。游戏由巨人网络研发，主打“陪伴型养成”玩法，整体风格温馨治愈。
游戏最早于2021年4月16日在中国大陆上线，由腾讯游戏发行。同年1月，台湾地区代理商艾瑞尔网路宣布取得游戏代理权，并在2021台北国际电玩展（TpGS 21）设立展区，重现游戏内“胡桃的房间”场景及专属游乐园，吸引大量粉丝参与互动。 繁体中文版最终于2021年10月14日上线。

## 游戏玩法

游戏主场景（胡桃的房间），玩家可以在此与胡桃互动、整理布置房间、添加食物（冰箱）和服饰（衣柜）、购物（电视）或抽奖

《胡桃日记》主打“佛系养成”与现实时间同步系统，强调玩家与角色之间的长期陪伴关系。游戏主要在胡桃的房间进行，胡桃会在房间中活动，进行饮食、睡眠、学习或娱乐，并可以在餐桌或榻榻米处与玩家互动。玩家在此不仅可以为胡桃搭配服饰、整理房间或改变房间装潢、在冰箱中添加食物、用小黑板规划日常活动，还能观察她在日常生活中展现的多种情绪反应，并可以进行购物、抽奖等交易。胡桃的行为将根据不同时间与环境条件触发，玩家亦可通过“平板”记录照片与表情、解锁收藏内容，或查看柜子上的手账本记录的回忆甚至胡桃的日记。胡桃有时还会在柜子或微波炉等处藏匿私房钱，玩家找到后可以选择偷取、添加或不动。
游戏设有剧情推进与事件触发机制，但整体节奏偏缓，强调轻松陪伴体验，有玩家将其比作“二次元版《旅行青蛙》”。

### 小院物语与系统更新

旅行过程中获得的回忆照片

2022年3月，游戏上线“胡桃新篇：小院物语”版本，扩展了以庭院为核心的新玩法。玩家将与胡桃一起修缮祖父留下的老屋，种植作物、完成订单，并结识邻居、推进剧情。庭院不仅成为装饰与互动的新空间，也承载了胡桃的家族记忆与过往回忆。
同时更新的“心愿清单”系统让胡桃记录日常的小目标与奇思妙想，随着玩家与其羁绊等级提升逐步解锁。活动方面则新增了“青野旅程”等户外探索玩法，收集照片、故事与奖励，带来更丰富的互动体验。

## 评价与反响
游戏上线初期在中国大陆与台湾地区均获得不错的玩家关注。在TapTap平台上，《胡桃日记》曾获得8.4分评价。许多用户称赞游戏的画风可爱、氛围治愈，称其为“适合解压的陪伴系手游”。在2021年台北电玩展的宣传活动亦获得粉丝热烈反响。
不过，随着时间推移，部分玩家对游戏提出批评。澎湃新闻旗下专栏指出，《胡桃日记》存在“内容重复”“过度微交易”等问题。例如，部分剧情与限定服装需通过付费解锁，商城内服饰售价普遍偏高，有玩家反映“几乎所有衣服都要98元”，被指“割韭菜严重”。此外，游戏后期缺乏新鲜内容，导致活跃度下降。
在剧情与角色塑造方面，虽然胡桃设定为“青梅竹马”，但缺乏恋爱元素，被部分玩家认为“更像在养女儿”，难以建立深层次情感连接。配音方面，虽初听可爱，但存在情绪波动不够、缺乏感染力的问题；部分CG演出也与设定不一致，如服装造型不符立绘，引发讨论。
整体来看，《胡桃日记》以其角色人设与陪伴系统获得初步成功，但因内容深度与商业化策略问题，用户留存率和市场表现未达预期。分析指出，若想将“七濑胡桃”打造为长期IP，仍需在玩法创新与情感连接上下更大功夫。

## 复活与重启

重制后加入的陪伴学习模式，胡桃会在屏幕中陪伴玩家学习，并有计时、背景音效（包括专注音乐和白噪音）等功能

由于运营策略及市场反馈等因素，《胡桃日记》繁中服于2022年5月25日停运，简中服也于2023年2月15日停止运营。2024年8月22日，游戏以重制版《胡桃日记-相伴初心》的形式重新上线，由那朵花公司发行。
在简体中文版于2023年2月停止运营后，《胡桃日记》原IP一度陷入沉寂，社交平台与相关内容更新均趋于停滞。然而，2024年8月22日，游戏由原制作人熊吉携团队以独立运营形式，由上海那朵花公司重新推出重制版本《胡桃日记-相伴初心》，并在TapTap上线当日登顶热门榜，因玩家涌入导致服务器一度拥堵。
此次“复活”不仅代表平台的变更，也标志着制作理念的转型。原制作人熊吉在B站发布视频，讲述了项目的起点与复兴过程。他表示，新版不再追求“大而全”的功能集合，而是回归初心，强调角色的陪伴感与细腻互动。此次复活版本剔除了大量过往的KPI导向内容与复杂系统，回归“轻松陪伴”的核心理念，强调胡桃作为虚拟伙伴的情感互动属性。制作人熊吉在复活声明中表示：“哪怕无法大红大紫，只要能治愈一部分孤独的人，就已经足够了。”。
开发团队由原来的大厂架构缩减为3人，尽管资源有限，他们仍坚持完善内容。在复活版本中，游戏保留现实同步系统，增强日常互动与角色事件描写，并加入“番茄时钟”式的陪伴学习模式，让玩家与胡桃共同度过“工作学习时光”。

## 复活后的商业化与社区策略
《胡桃日记-相伴初心》采用更温和的商业化模式，虽仍以服饰售卖为主要收入来源，但开发团队明确表示不会强推氪金，并承诺未来将改善礼包推送体验。制作人熊吉将该作定位为“电子朋友”，强调陪伴与日常互动，而非高频操作的传统手游。
游戏目前核心玩家以TapTap与B站用户为主，男女比例已从过去1:1转为以女性玩家为主，社群氛围趋向于更具共情性的陪伴导向。制作团队希望通过“为爱发电”的理念维持产品运营，并逐步打磨出能真正传递温度与情感的虚拟陪伴体验。